# العلاقات المارشالية الزيمبابوية
العلاقات المارشالية الزيمبابوية هي العلاقات الثنائية التي تجمع بين جزر مارشال وزيمبابوي.

## مقارنة بين البلدين
هذه مقارنة عامة ومرجعية للدولتين:
| وجه المقارنة                                              | جزر مارشال                     | زيمبابوي |
| --------------------------------------------------------- | ------------------------------ | --- |
| المساحة (كم2)                                             | 181                            | 390.76 ألف |
| عدد السكان (نسمة)                                         | 53.13 ألف                      | 16.53 مليون |
| الكثافة السكانية (ن./كم²)                                 | 29.35 ألف                      | 42.3 |
| العاصمة                                                   | ماجورو                         | هراري |
| اللغة الرسمية                                             | لغة إنجليزية، اللغة المارشالية | لغة إنجليزية، اللغة الشونا، النديبيلية الشمالية ‏، لغة الشيشيوا، Barwe ‏، Kalanga language ‏، Tshwa language ‏، النداو ‏، اللغة التسونجا، لغة الإشارة الزيمبابوية ‏، اللغة السوتية، تونغا ‏، اللغة التسوانية، اللغة الفيندية، اللغة الكوسية |
| العملة                                                    | دولار أمريكي                   | دولار أمريكي |
| الناتج المحلي الإجمالي (بليون دولار)                      | 199.40 مليون                   | 17.85 مليار |
| الناتج المحلي الإجمالي (تعادل القوة الشرائية) بليون دولار | 207.25 مليون                   | 27.88 مليار |
| الناتج المحلي الإجمالي الاسمي للفرد دولار أمريكي          | 3.38 ألف                       | 924 |
| الناتج المحلي الإجمالي للفرد دولار أمريكي                 | 3.80 ألف                       | 1.79 ألف |
| مؤشر التنمية البشرية                                      |                                | 0.509 |
| رمز المكالمات الدولي                                      | +692                           | +263 |
| رمز الإنترنت                                              | .mh                            | .zw |
| المنطقة الزمنية                                           | ت ع م+12:00                    | ت ع م+02:00 |

## منظمات دولية مشتركة
يشترك البلدان في عضوية مجموعة من المنظمات الدولية، منها:
| علم المنظمة | اسم المنظمة                                 | تاريخ انضمام جزر مارشال | تاريخ انضمام زيمبابوي |
| ----------- | ------------------------------------------- | ----------------------- | --------------------- |
|             | مجموعة دول أفريقيا والكاريبي والمحيط الهادئ | ?                       | ?                     |
|             | مؤسسة التنمية الدولية                       | 19 يناير 1993           | 29 سبتمبر 1980        |
|             | الأمم المتحدة                               | 17 سبتمبر 1991          | 25 أغسطس 1980         |
|             | منظمة الشرطة الجنائية الدولية               | ?                       | ?                     |
|             | الاتحاد الدولي للاتصالات                    | 22 فبراير 1996          | 10 فبراير 1981        |
|             | البنك الدولي للإنشاء والتعمير               | 21 مايو 1992            | 29 سبتمبر 1980        |
|             | منظمة حظر الأسلحة الكيميائية                | ?                       | ?                     |
|             | مؤسسة التمويل الدولية                       | 23 سبتمبر 1992          | 29 سبتمبر 1980        |
|             | يونسكو                                      | 30 يونيو 1995           | 22 سبتمبر 1980        |

## وصلات خارجية
- موقع وزارة الخارجية الزيمبابوية